# Medioppia
Medioppia är ett släkte av spindeldjur som beskrevs av Subías och Mínguez 1985. Medioppia ingår i familjen Oppiidae.
Släktet innehåller bara arten Medioppia subpectinata.